# Kava
Kava (eller Kava kava) är en berusande dryck som framställs från den perenna pepparväxten Piper methysticum (P.methysticum). Växten odlas på de tropiska öarna i Stilla Havet (Stillahavsöarna) och innehåller psykoaktiva kavalaktoner som kan framkalla en känsla av lugn och mild belåtenhet.
Kava har en lång historia på Stillahavsöarna och har historiskt brukats i olika rituella tillställningar. Det geografiska ursprunget för den domesticerade P. methysticum och hur kava spred sig på Stillahavsöarna har varit föremål för debatt bland antropologer.
Kava har historiskt använts i medicinskt syfte på Stillahavsöarna. I modern tid har kavas terapeutiska roll uppmärksammats i västerländsk farmaceutika, främst för användning mot olika typer av ångest. En Cochrane-analys och flera andra granskningar har visat på ångestlindrande effekter av medicinering med kava.
De psykoaktiva konstituenterna av kava kallas för kavalaktoner. Kavalaktonernas farmakodynamik inkluderar ett flertal olika effekter där den mest uppmärksammade är dess potentiering av GABAA-receptorn eftersom denna mekanism möjligtvis kan förklara den rapporterade ångestdämpande effekten av kava.
Kavas nytta-risk-balans har varit fokus för en stor debatt efter rapporter om kavarelaterade leverskador i Schweiz och Tyskland. Observationer av negativa hälsoeffekter av kava samt ifrågasättande av dess anxiolytiska effektivitet ledde till antaganden om en negativ nytta-risk-balans och följaktligen restriktioner och förbud mot kava på den europeiska marknaden. Förbuden kritiserades av individer och organisationer positiva till kavans användning. Dessa menade att trots att en viss koppling mellan kavabruk och levertoxicitet kunde bevisas, är risken associerad med kavabruk inte tillräckligt hög för att rättfärdiga förbuden. Kritikerna hävdade också att det fanns evidens som pekade på en signifikant anxiolytisk effekt av kava. Den potentiella levertoxiciteten har undersökts i flera olika granskningar. Trots att författarna till dessa granskningar medger att vissa fall av leverskada kan kopplas till bruk av kava och levertoxicitet, hävdas det att risken för kavainducerad leverskada är låg. Mekanismen bakom kavas levertoxicitet är inte känd och många teorier som beskriver den har formulerats.
Utanför Europa är kava tillgängligt i flera länder och främst reglerat som ett kosttillskott.

## Botanik

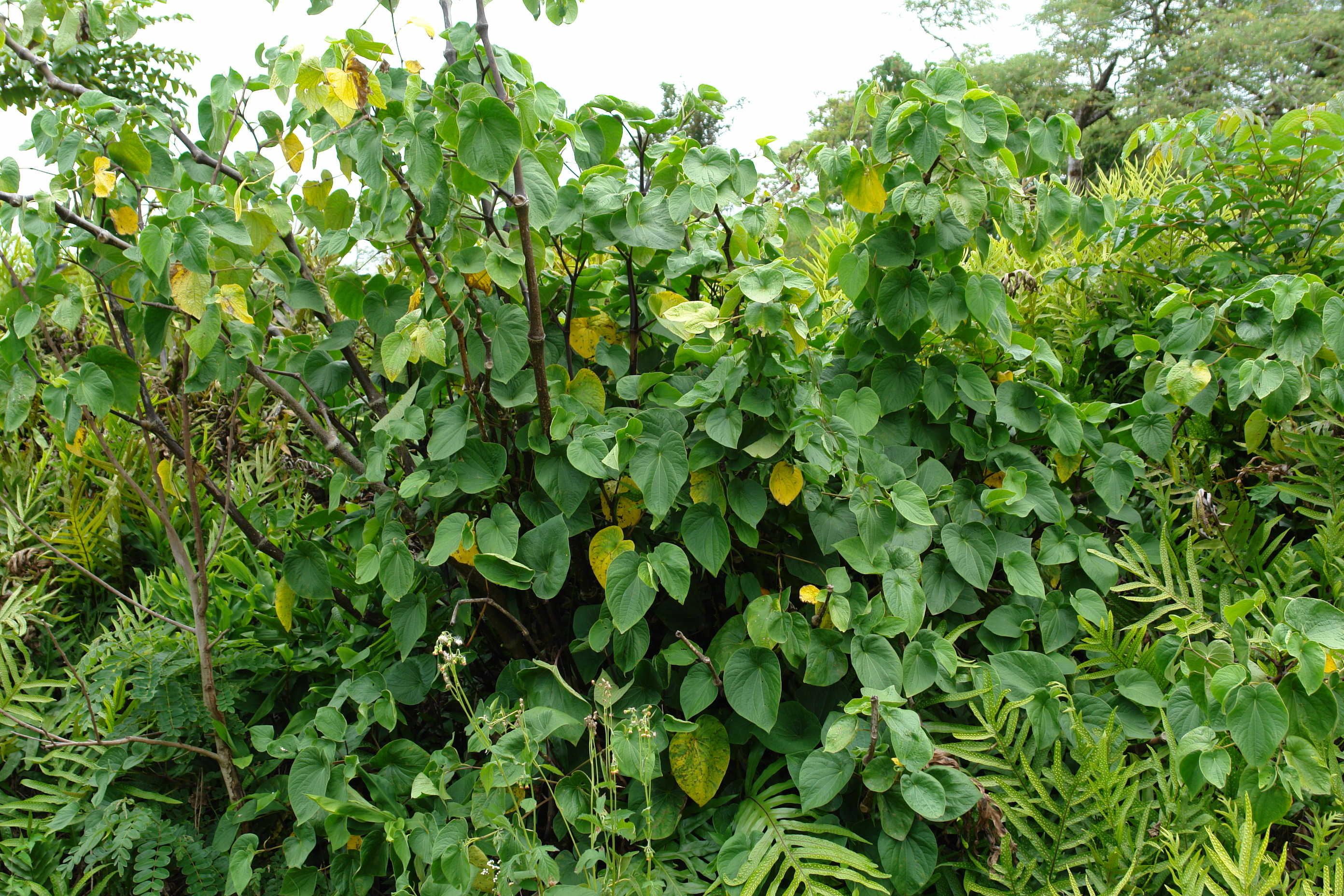
Odlad 5-årig P. methysticum på Hilo, Hawaii (2018).

Piper methysticum innehåller flera unika molekyler (även kallade "signaturmolekyler"). Det finns flera olika sorter av P. methysticum med varierande mängd signaturmolekyler.

### Utseende och ursprung
P. methysticum är en perenn växt och kan nå höjder över tre meter. Stjälkarna har ett brett färgspann från mörkt lila till grönt och innehåller lenticeller för att möjliggöra gasutbyte. Grundstammen är knotig, tjock, har ibland tumörliknande utväxter samt ofta hål och sprickor. Bladen på kavaplantan är hjärtformade.
P. methysticum har både hanliga och honliga blommor. Blommorna är sterila och fortplantning av kava kräver därför plantering av färska stammar. Den växer bäst i tropiskt eller subtropiskt klimat med hög fuktighet och skydd från vind samt vid låga markhöjder och mycket nederbörd. P. methysticum återfinns ofta i skuggade områden såsom vid skogskanter eller på mark med nedhuggen skog och vid vattendrag. Den växer bra i väl luftad och dränerad jord med ett svagt surt pH.
De morfologiska, cytologiska, kemiska och genetiska bevisen tyder på att P. methysticum härstammar från den vilda pepparväxten Piper wichmanii. Likheterna är tillräckligt stora för att växterna kan klassificeras inom samma art, d.v.s. att P.methysticum och P. wichmanii kan klassificeras som två kultivarer under P. methysticum-arten. Morfologiskt är växterna lika men uppvisar skillnader i blomställningen och i rötternas utseende. Båda växttyperna har visats vara dekaploida med liknande isoenzym- och zymotypprofiler samt vissa likheter i kemotyperna. P. methysticum och P. wichmanii är också de enda växttyperna inom pipersläktet som har en signifikant mängd av de psykotropa kavalaktonerna.

### Sorter

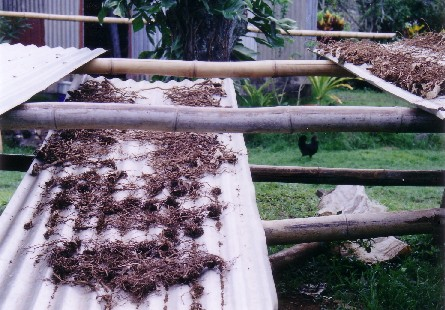
Kava rötter på tork i Lovoni, Ovalau, Fiji (2005)

Det finns 200 kända sorter (även kallat "kultivarer") av P. methysticum som kan delas in i fyra olika kategorier: Noble, Tu Dei ("Two day"), Wichmanii och medicinska kultivarer. Noble-kultivarerna har använts traditionellt och anses vara kultivarerna vars bruk är associerat med minst negativa hälsoeffekter. Tu Dei-kultivaren är känd för sin långa psykoaktiva verkan som varar i två dagar, därav namnet "Two day". Bruk av "Tu Dei"-kavan har också setts leda till illamående vilket möjligtvis orsakas av den höga koncentration av kavalaktonen dihydromethysticin. Wichmanii-kultivaren är inte särskilt önskad på grund av dess långverkande fysiska effekter samt att dess gynnsamma effekter är små. Den medicinska kategorin inkluderar kultivarer som har kända hälsofrämjande egenskaper som har använts av traditionella Stilla-Havs-örtläkare. De medicinska kultivarerna har inte de önskade fysiologiska effekterna för kavabrukaren och används därför sällan som en social dryck.
De olika kultivarerna identifieras baserat på deras kavalaktonkemotyp. Eftersom alla kultivarer har en unik komposition av de sex mest prevalenta kavalaktonerna i P. methysticum kan dessa olika proportioner användas för att bestämma kemotypen och därigenom identifiera kultivaren.

## Signaturmolekyler

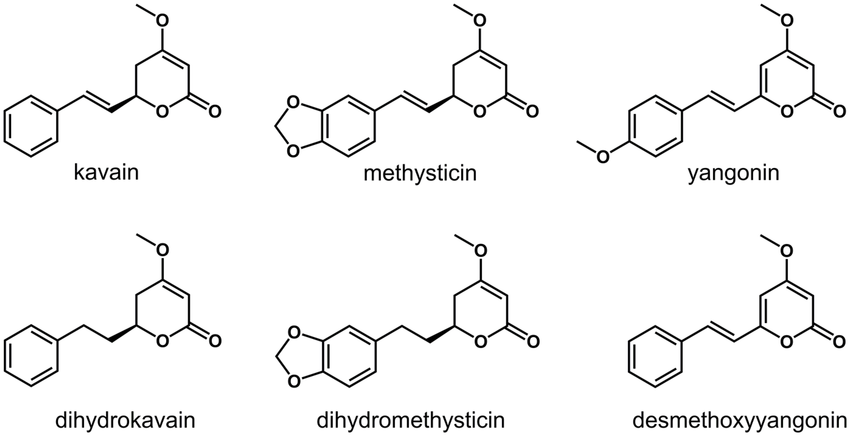
Kavalaktonerna i kava består främst av sex olika föreningar: kavain, methysticin, yangonin, dihydrokavain, dihydromethysticin och destmethoxyyangonin. De illustrerade kavalaktonerna står för 96% av de farmakologiska konstituenterna i ett organiskt kavaextrakt.

De uppmärksammade farmakologiska effekterna är främst härledda från effekterna av signaturmolekylerna vid namn kavalaktoner. Vissa signaturmolekyler har också teoretiserats vara involverade i den omdiskuterade toxiska effekten av kava.

### Kavalaktoner
Kavalaktonerna är 4-metoxi-2-pyron-föreningar substituerade med en styryl- eller en fenylgrupp på 6:e kolatomen. Dessa föreningar är i fokus för studerandet av kavas farmakologiska effekter.
Kavalaktonerna existerar i högst mängd i de nedre delarna av P. methysticum, och minskar vid högre höjder. P. methysticum innehåller totalt 18 olika kavalaktoner, sex av dessa: kavain, dihydrokavain, desmethoxyyangonin, yangonin, methysticin och 7,8-dihydromethysticin, anses vara de mest centrala för kavas farmakologiska effekter eftersom de förekommer i störst mängd.

### Andra molekyler
Förutom kavalaktonerna förekommer alkaloider, flavokavainer, dihydrochalkoner och ett flertal andra konstituenter i P. methysticum. Två av dessa föreningar, alkaloiden pipermethystine och flavakavainen flavokavain B har uppmärksammats på grund av deras eventuella toxiska egenskaper.

## Domesticering och spridning
Det finns stora kunskapsluckor gällande den historiska användningen av kava i Stillahavsområdet eftersom dess historia är äldre än någon skriftlig dokumentation, samt att den muntliga traditionen inte har fört med sig någon väsentlig information om kavans historia. De dokumenterade källor som finns är främst presenterade utifrån ett eurocentriskt perspektiv eftersom europeiska upptäcktsresande och missionärer har stått för mesta delen av dokumentationen. Kavans historia berör flera olika ämnen såsom dess geografiska ursprung, hur kavan spreds över Stillahavsöarna och dess etymologi.

### Spridning
När europeiska missionärer först anlände till Stillahavsöarna upptäcktes en ojämn distribution av kavakonsumtion i Melanesien och Mikronesien. Flera områden som konsumerade kava låg isolerade ifrån varandra, utan några kända handelsvägar och med flera mellanliggande områden utan traditionell kavakonsumtion. Flera olika teorier har skapats för att förklara denna ojämna distribution. Den brittiska antropologen W.H.R. Rivers hävdade att den spridda distributionen av kava kring Stillahavsöarna orsakades av kulturella skillnader mellan två migrationsvågor som rörde sig från Sydostasien till Oceanien. De olika migrationsvågorna bestod av grupper som Rivers benämnde "kavafolket" och "betelfolket". Kavafolket, som var den första migrationsvågen, tog med sig kava, och betelfolket, som var den andra migrationsvågen, tog med sig betel. Rivers påstod fortsättningsvis att kavafolket hade tillgång till betelnötter innan de migrerade, men eftersom processen för att kunna konsumera betelnöten inte var fullt utvecklad innan de lämnade, bytte de ut den när de upptäckte den vilda P. methysticum i Oceanien. Dock när den andra migrationsvågen bestående av betelfolket anlände till Stilla Havet var processen för bruk av betelnöt fullt utvecklad. Rivers menar att med den fullt utvecklade utövningen var betelnöt mer attraktiv för bruk i jämförelse med kavan, då den hade en högre tillgänglighet, var lättare att bära, och krävde mindre förberedning i jämförelse med kavadrycken. Rivers hävdar även att de öar som betelfolket anlände till bytte ut kava till betelnöten, och att detta skapade den spridda distributionen av kava omkring Stillahavsöarna. Denna teori styrks enligt Rivers av observationen att konsumtionen av betelnöt och kava var ömsesidigt geografiskt exkluderande i Stilla Havet vid tidpunkten för europeisk kontakt.
Rivers teori har kritiserats av den australiska antropologen Ron Brunton. Brunton förklarar att även om han tror att kava övergavs i vissa områden på Stillahavsöarna, så kan övergivandet av kava i Melanesien inte helt förklaras med konkurrens från betelnöten. Brunton baserar denna kritik på att betelnöt och kava konsumerats jämsides i flera områden på Stillahavsöarna, varför observationen att betelnöten och kava var ömsesidigt geografiskt exkluderande inte kan vara korrekt. Brunton påstår också att det finns flera historiska exempel där kavakonsumerande samhällen på Stillahavsöarna kom i kontakt med betelnöten men inte bytte ut kava mot den, vilket de enligt Rivers teori skulle ha gjort. Brunton föreslår istället att frånvaron av kavabruk orsakats av en religiös instabilitet i Melanesien. Eftersom kava hade ett religiöst och rituellt värde medförde detta att kavan försvann när olika samhällen på Stillahavsöarna förändrade sin kultur och sina traditioner.
Det överlappande påståendet att kava har övergivits i flera områden i Melanesien har mötts av kritik. Eftersom det område som påstås ha övergivit kava inkluderar över 100 öar med ännu flera olika samhällen, hävdar kritikerna att det är osannolikt att samtliga av dessa mer än hundra olika samhällen övergav kava. Teorin kritiseras också på grund av att det i de områden där kava påstås ha övergivits borde finnas kvarlevande vilda kavaväxter, som har överlevt via naturlig vegetativ förökning. Men på Salomonöarna och Nya Kaledonien, två områden utan kavabruk vid europeisk kontakt, kan inga vilda kavaväxter hittas.
En ytterligare teori föreslagen av historikerna Vincent Lebot, Mark Merlin, och Lamont Lindstrom, är att den spridda distributionen av kava är en konsekvens av sporadiska och slumpmässiga utbyten av kavastammar.

### Geografiskt ursprung
Det har diskuterats av flera olika historiker i vilket område i Oceanien kava först domesticerades. Brunton föreslår att kava först domesticerades i Nya Guinea. Detta baserades på lingvistiska bevis, till exempel att termen kava härrör från protoformen *kawaRi som tros tillhöra det Proto-oceanska språket, ett språk som med stor sannolikhet användes i Bismarckskärgården öst om Papua Nya Guinea.
Teorin kring kavas ursprung i Nya Guinea har kritiserats med hänvisning till de botaniska bevisen som enligt kritikerna visar på att P. methysticum i Nya Guinea är en introducerad klon, vilket betyder att den först domesticerades utanför Nya Guinea. Kritikerna hävdar dessutom att eftersom kava numera bara växer vid kustområden i Nya Guinea, är det osannolikt att kava först domesticerades i detta område eftersom de föreslagna förfäderna till kava inte växer på låga markhöjder motsvarande Nya Guineas kustområden.
En annan teori som förespråkats av Vincent Lebot, Mark Merlin och Lamond Linstrom hävdar att kava först domesticerades i norra Vanuatu. Denna teori grundas dels på att kavas mest sannolika stamfader P. wichmanni växer i norra Vanuatu. En ytterligare signifikant faktor som stärker norra Vanuatu-teorin är att P. methysticum på Vanuatu besitter den högsta variansen med avseende på komposition av sekundära metaboliter, morfologi och enzympolymorfism i jämförelse med andra Stillahavsöar, vilket är att förvänta om den ursprungligen domesticerades på norra Vanuatu.

## Kulturell användning

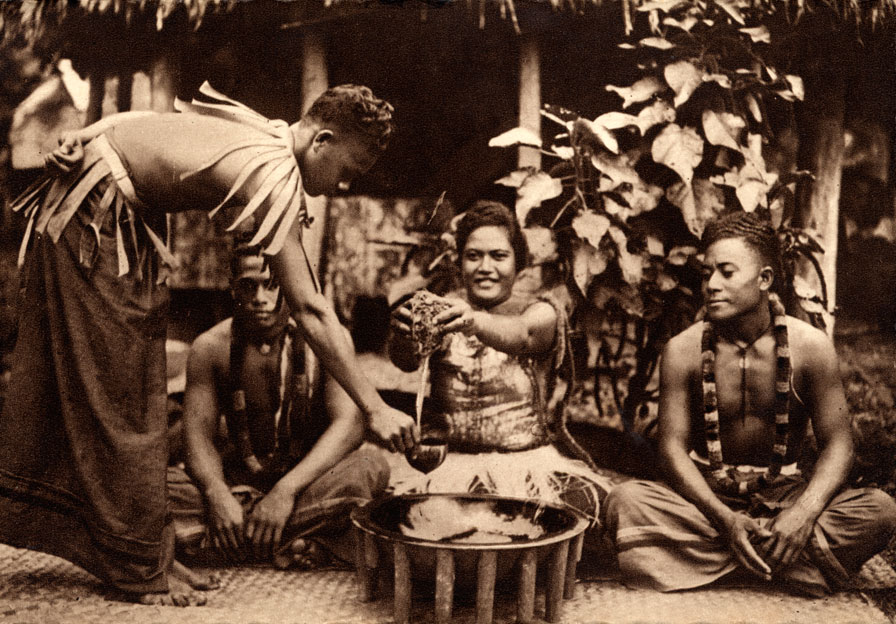
Samoansk (kava) ava-ceremoni 1900–1930. En kvinna sittande i mitten häller kava från den gemensamma träskålen (tanoa eller laulau) till en kokonötsskål (tauau), hållen av en stående man, som används för att distribuera kavan.

Kava har konsumerats i runt 3000 år i Stillahavsområdet och har varit en kulturell hörnsten för dess befolkning. Kava konsumeras än i dag i området. Sammanhanget och syftet med konsumtionen har dock förändrats och konsumeras numera oftare i rekreationssyfte. I västvärlden har kava fått uppmärksamhet som hälsokostpreparat och medicin mot ångest, samt som berusningsmedel. Försäljningen på europeiska marknader minskade kraftigt under tidigt 2000-tal efter rapporter om kavaorsakade leverskador.

### Rituell användning
Kava har traditionellt haft ett andligt värde i olika regioner i Polynesien, Melanesien och Mikronesien. Kava konsumerades främst vid olika rituella tillfällen som hade strikta regler kring vem som kunde bruka kava, när kava kunde brukas och i vilken kvantitet. Kavaceremonierna utfördes i flera olika syften, såsom att förstärka släktband, på nytt bekräfta rankningar i samhället och för att främja kommunikationen med gudarna. Det sistnämnda användandet av kava beskrivs av den hawaiianska intellektuella och kulturella profilen Mary Kawena Puku:
"…..`awa var gudarnas mat…….ingen religiös ritual var fullständig utan den"

### Rekreationell användning
I modern tid har kava börjat användas i rekreationellt syfte. Kavaruset framkallar ett avslappnande, lugnt och letargiskt tillstånd. Den lugnande effekten av kava är likt den av alkohol men skiljer sig från alkohol eftersom kava inte framkallar någon aggressivitet eller eufori.
Rekreationellt bruk av kava förekommer i både västvärlden och Stillahavsområdet. Den rekreationella användningen är lik den av alkohol; till exempel kan kavabarer finnas både på Stillahavsöarna och i USA.

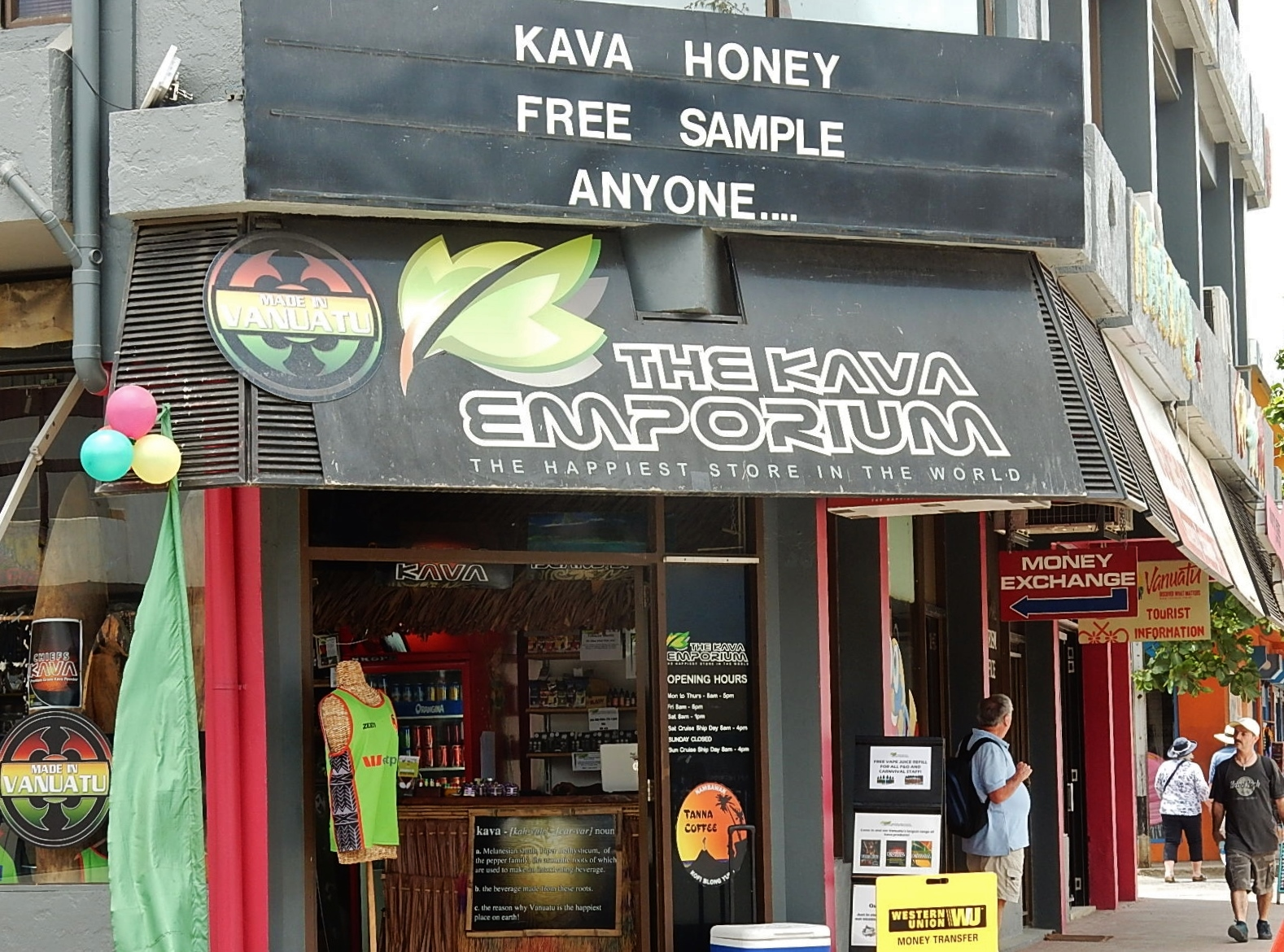
Kavaaffär på Vanuatu.

Moderna kavaprodukter har också utvecklats där den traditionella formen av den vatten-baserade kavan har övergetts för att anamma kavaprodukter utan dess utmärkande smak. Målet med denna utveckling är att popularisera kava i västerländsk kultur, där den beska smaken av kava tros göra kava betydligt mindre attraktiv för västerlänningar. Produkter inom denna kategori inkluderar kavasmör, kavachoklad, popcorn toppade med kavasmör, kavate, kavasmoothies, kava blandat med kaffe med mera.

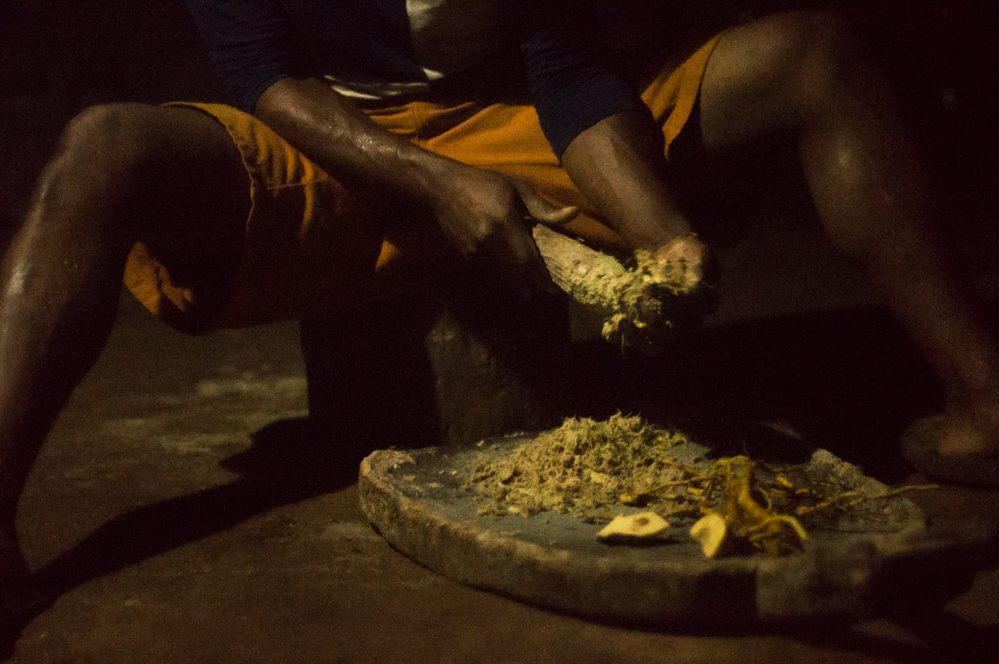
Förberedning av kavadrycken på Pentecost, Vanuatu (2014). I denna metod bankas kavan mot en vass sten för att sedan blandas med ett vatten-baserat medel.

### Terapeutisk användning
På Stillahavsöarna har kava också historiskt brukats i ett medicinskt syfte som ett smärtstillande-, bedövande-, antibakteriellt-, och antimykotiskt medel. Kavabruk i västvärlden började redan under tidigt 1900-tal, men ökade kraftigt först under 1990-talet, främst i Tyskland och USA, där det konsumerades som ett ångestdämpande medel. I detta syfte såldes kava som piller och tinkturer extraherade med ett organiskt extraktionsmedel, vilket skilde sig avsevärt från kavan som återfanns på Stillahavsöarna, där kava serverades som en vattenbaserad dryck.

#### Europeiskt kavaförbud
År 1998 rapporterades det i Tyskland och Schweiz om flera fall av leverskada kopplade till kavakonsumtion. Detta ledde till att den schweiziska hälsomyndigheten (Interkantonale Kontrollstelle (IKS)) förbjöd acetonbaserade kavaextrakt. Kort därefter påbörjade det tyska institutet för livsmedel och medicinsk utrustning (Bundesinstitut für Arzneimittel und Medizinprodukte (BfARM)) en granskning av 41 fall i Tyskland och 91 fall i världen av leverskada som misstänktes vara orsakade av kava. Flera länder i EU utlyste varningar för kavaorsakad levertoxicitet eller tillfälliga restriktioner mot försäljning av produkter innehållande kava, vilket ledde till en kraftig minskning av kavaförsäljning på den europeiska marknaden. År 2002 förbjöd BfARM all försäljning av kavainnehållande produkter, andra europeiska länder följde kort därefter med samma beslut. I USA utlyste U.S. Food and Drug Administration (FDA) en varning om kavas hepatotoxiska karaktär och tillsatte en utredning, som dock inte ledde till ett förbud. Många företag i USA valde ändå att sluta sälja kava av rädsla för eventuella rättstvister.

##### Kritik mot förbudet
Grunderna för förbudet kritiserades av grupper involverade i kavaindustrin, kavaforskning och kavaaktivism. Kavaförbudet kritiserades på grunderna att evidensen för toxicitet var mycket svagare än vad tidigare påståtts, att många av fallen innehöll otillräcklig information för att fastslå ett kausalt samband, att det i flera fall fanns bevis på samtidigt bruk av andra potentiellt hepatotoxiska läkemedel, samt att vissa fall hade rapporterades dubbla eller trippla gånger. Det fanns dock en konsensus om att kavabruk den mest sannolika orsaken till leverskada i 4–8 fall.
I en artikel kommenterade Kuschta et al. den initiala kritiken och menade att kritikerna hade missuppfattat vad som var den primära anledningen till borttagandet av kava från de europeiska marknaderna. Enligt Kuschta et al. var BfaRMs främsta motivering till kavaförbudet att evidensen för användning av kava mot ångest var otillräcklig, eftersom de kliniska studier som gjorts på kavaprodukterna inte överensstämde med de då moderna standarden good clinical practice (GCP). Detta eftersom GCP-standarderna som BfArM syftade på, hade skapats efter att de kliniska studierna med kava hade utförts och kavaprodukterna hade blivit godkända för att säljas på den tyska marknaden. Den påstått låga evidensen kombinerat med en risk för leverskada (även trots att risken var liten), ledde, enligt författarna till artikeln, till en bedömning av BfArM att nytta/risk-förhållandet för kava var negativt, vilket rättfärdigade ett borttagande av kava från den tyska marknaden.

##### Det tyska förbudet upphävs
Aktörerna som tidigare hade sålt kava på den tyska marknaden drog BfArM inför rätta till förvaltningsdomstolen i Köln. Domstolen beslutade att upphäva förbudet för försäljning av kava. Vid genomgång av dokumenten som låg till grund för BfArMs förbud av kava upptäcktes det bristande hantering och bedömningar av de rapporterade fallen. Flera av fallen hade rapporterats två gånger, och i många fall förekom bruk av en ytterligare potentiellt hepatotoxisk substans. De rapporterade fallen hade också analyserats med en ad hoc-metod, som hade visat sig vara otillförlitlig då olika myndigheter gjorde skilda bedömningar av kavas toxikologiska profil. Vid användning av CIOMS-skalan, som är en WHO-rekommenderad skala för att bedöma läkemedelsinducerade leverskador återstod endast tre fall som inte kunde förklaras av en annan faktor än kavabruk. Den tyska domstolen bedömde att detta antal var så pass lågt (mindre än ett fall per en miljon doser) att det inte rättfärdigade ett förbud, speciellt om kavas rapporterade toxicitet jämförs med toxiciteten av andra frekvent utskrivna anxiolytiska läkemedel vars kända sidoeffekter möjligtvis är ännu skadligare än sidoeffekterna av kava.
Vidare avvisade den tyska domstolen också BfArMs ifrågasättande av kavaprodukternas anxiolytiska effektivitet med argumentet att om ett företag har fått sin produkt godkänd för försäljning på marknaden, har den ingen skyldighet att fortsätta bevisa dess effektivitet, även om de rådande GCP-standarderna hade uppdaterats. Den tyska domstolen påstod också att BfArM inte hade evidens för att bevisa ett kausalt samband mellan intag av kava och den påstådda levertoxiciteten.

##### Marknadsauktoriseringarna dras återigen in
År 2017 utgav den Europeiska läkemedelsmyndighetens kommitté för växtbaserade läkemedel (HPMC) en rapport där de återigen påstod att nytta/risk-förhållandet för kava var negativt, med stöd av rapporten drog BfArM återigen in marknadsauktoriseringarna för kavabaserade extrakt på den tyska marknaden. I likhet med BfArMs argument för borttagandet av kava från de tyska marknaderna 2002, argumenterade HMPC för att de rapporterade fallen av kavainducerad leverskada visade på en potentiellt skadlig effekt av kava. HMPC kritiserade också evidensen för den anxiolytiska effektiviteten av kava men till skillnad från argumentation från BfArM 2002, fokuserade HMPC på frånvaron av evidensen för de specifika ångesttyperna generaliserat ångestsyndrom (GAD) och klimakterisk ångest. HMPC påstod att metaanalyserna av de kliniska prövningarna som visade på ångestdämpande effekter av kava innehöll metodologiska svagheter då de inkluderade kliniska prövningar som använde olika organiska extrakt, olika HAM-A-baslinjer, olika ångesttyper, och involverade olika administrerade doser av kava. HMPC påstod vidare att de individuella kliniska prövningarna också innehöll metodologiska svagheter som till exempel för heterogena ångestpopulationer och för kort behandlingstid. Med den påstådda bristande evidensen för anxiolytisk effektivitet av kava i kombination med rapporterade fall av kavainducerad leverskada bedömde HMPC återigen att nytta/risk-förhållandet för kava var negativt.

##### Kritik mot HMPC-artikeln och BFArM-beslutet
I en artikel skriven av Thomson et al. kritiseras slutsatserna av HMPC-rapporten. Thomson et al. påstod att HMPC:s kritik av evidensen för kavas effektivitet för behandling av GAD, som enligt Thomsom et al. var ett av de främsta argumenten av HMPC:s kritik, är obefogad eftersom GAD aldrig har varit en indikation för kava. Thomsom et al. menade vidare att den enda auktoriserade indikationen för kava är "nervös ångest, spändhet och rastlöshet" som det, enligt Thomsen et al, finns evidens för. Kritiken av kavas effektivitet mot GAD var då, enligt Thomsom et al., irrelevant för bedömningen av kavas nytta/risk-förhållande. Vidare hävdade författarna att HMPC felaktigt drog slutsatsen att kavaextraktet WS 1490, som har använts i flera kliniska prövningar, var ett acetonbaserat lösningsmedel, när det enligt Thomson et al. var ett etanolbaserat lösningsmedel. Denna distinktion är av vikt då HMPC kritiserade metaanalyserna av Pittler et al. för att inkludera kliniska prövningar som använde olika kava extrakt vilket medförde, enligt HMPC, att resultaten av metaanalyserna inte kunde vara befogade. Thomson et al. hävdade fortsättningsvis att eftersom WS 1490 var ett etanolbaserat kava extrakt, baserades metaanalyserna av Pittler et al. endast på kliniska prövningar med etanolbaserade extrakt, vilket gör HMPC:s kritik av metaanalyserna illegitim.

### Regulatorisk status utanför Stillahavsöarna
Trots sin kontroversiella status är det sällsynt att länder utanför Stillahavsöarna totalförbjuder kava, men i vissa länder förekommer det strikta regleringar kring vilka typer av kavaprodukter som får säljas samt i vilket syfte kava får konsumeras. I flera länder i Europa kvarstår förbudet mot försäljning av farmaceutiska kavaprodukter.

## Biologiska effekter

### Farmakologi
De mest centrala konstituenterna för kavas farmakologi är kavalaktonerna.

#### Kavalaktonernas farmakodynamik
Kavalaktonerna utgör sina farmakologiska effekter genom: potentiering av GABAα-receptorn, inhibering av spänningsberoende natrium- och kalciumkanaler, minskat upptag av dopamin och noradrenalin, potentiering av acetylkolin och möjligtvis en svag inhibering av monoaminoxidas-B (MAO-B). De GABA-relaterade mekanismerna är möjligtvis de mest relevanta då de potentiellt kan kopplas till kavas hävdade ångestdämpande effekter.
I en in vitro studie visades det att den positiva moduleringen av GABAα-receptorn av kavalaktonen kavain inte blockerades av bensodiazepin-antagonisten flumazenil vilket visar att kavain interagerar med GABAα-receptorn via ett annat bindningsställe än det för bensodiazepiner.

#### Kavalaktonernas farmakokinetik
Metaboliseringen av kavalaktoner är relativt välförstådd och involverar fem kronologiska steg; uppbrytning av den aromatiska ringen, hydroxylering av kavalaktonen, avvattning, reducering av 7,8-dubbelbindning (endast för yangonin, desmetoxyyangonin, methysticin och kavain) och till slut demetylering av 4-metoxigruppen. Hydroxylerings- och demetyleringssteget utförs av Cytokrom P450 2D6 (CYP2D6) enzymet. Mindre är känt angående metaboliseringen av kavalkaloider och flavokaviner, CYP2D6 har dock en hög affinitet för alkaloider och är föreslagen att vara involverad i metabolisering av kava alkaloider.
Exkretion av kavalaktoner sker främst genom urinen som glucoronid- och sulfat-konjugat.

### Medicinsk potential
Kava har länge varit omtalat för sin potentiella medicinska effekter, vilket främst syftar på dess rapporterade anxiolytiska potential.

#### Användning mot ångest
Flera kliniska studier har visat på anxiolytisk effekt jämförbar med den hos bensodiazepiner, men med mindre biverkningar i jämförelse med bensodiazepinerna. Åtskilliga metaanalyser har visat på positiva anxiolytiska effekter av kava, däribland en systematisk Cochrane-sammanställning. De studerade ångesttillstånden inkluderade ett brett spektrum av indikationer från perimenopaus till preoperativ oro och icke-psykotisk oro.

#### Användning mot cancer
I en systematisk granskning utförd av Celentano et al. visade flera kavakonstituenter på antiproliferativa, apoptos-inducerande och angiogeneshämmande egenskaper, som enligt artikeln möjligtvis kan vara effektivt för förebyggande och behandling av cancer, särskilt mot carcinom.

### Biverkningar
Den mest uppmärksammade och diskuterade biverkningen har varit kavas potentiellt levertoxiska effekt. Kava har dock också har associerats med milda biverkningar, som till exempel viktminskning och illamående.

#### Hepatotoxicitet
Till följd av rapporterade fall av kavainducerad leverskada har flera systematiska granskningar utförts för att försöka uppskatta risken för negativa hälsoeffekter, framförallt risken för leverskada, vid konsumtion av kava.
I en granskning av kavas hälsoeffekter utförd av World Health Organisation (WHO) och Food and Agriculture Organization of the United Nations (FAO) bedömdes kava kunna brukas med en låg risk för negativa hälsoeffekter. Detta baserat på frånvaron av leverskada i de samhällen med en lång historia av kavabruk samt resultat från vetenskapliga studier av kavas påverkan på levern. Rapporten fastslog dock att ytterligare forskning behövs för att minimera de fåtal fall som kan uppkomma, samt för att bestämma inom vilka parametrar som kava kan konsumeras med säkerhet. I en granskning utförd av Showman et al. hävdades det att trots att en koppling mellan kava och levertoxicitet visats in vitro och in vivo, så är incidensen av kavatoxicitet mycket låg i västerländsk kultur. Artikeln påstod också att i de fåtal fall där det med säkerhet kunde ses en koppling mellan bruk av kava och leverskada, förekom i flera av de fallen samtida bruk av ytterligare läkemedel eller substanser. I en granskning av Aporosa et al. beskrivs flera studier där graden av hepatotoxicitet  jämförs mellan kava och andra populära läkemedel som diazepam och paracetamol. Aporosa et al. påstår att studierna sammanfattningvis visar på en relativt låg grad av kavainducerad hepatotoxicitet i jämförelse med dessa läkemedel.

#### Kava dermopati
Brukare av kava kan drabbas av ett iktyosliknande sjukdomstillstånd som börjar med en puderlik torrhet på armarna och övre delen av ryggen, innan det övergår till en keratosis-liknande polygonformad fjällning. Denna effekt kallas för kavadermopati och förekommer främst hos frekventa kavabrukare, men kan också uppstå vid moderat konsumtion (högre eller mindre än 310 gram kava per vecka).

#### Andra biverkningar
Bruk av kava har även med säkerhet kopplats till hälsoeffekter som viktminskning, illamående och aptitlöshet. Andra möjliga effekter inkluderar ögonsveda, lathet, sänkt libido, och försämring av den generella hälsan. Samtliga av dessa hälsoeffekter antas vara reversibla.

### Toxikologi
Flera olika hypoteser har formulerats för att försöka förklara de underliggande toxikologiska mekanismerna bakom kavarelaterad leverskada och kavadermopati.

#### Teorier för kavas hepatotoxicitet
Mekanismen för kavas levertoxicitet är inte känd. Olika teorier har diskuterat cytotoxicitet hos kavalaktoner, cytotoxicitet hos de psykoinaktiva kava konstituenterna pipermethystine och flavokavain B, frånvaro av glutation i organiska kavaextrakt, brister i odlings- eller extraktionsprocessen och metabola faktorer.

##### Kavalakton medierad toxicitet
Kavalaktonerna har misstänkts vara ansvariga för kavas hepatotoxiska karaktär. In vitro och in vivo-studier har dock inte kunnat visa på ett samband mellan kavalaktoner och cytotoxicitet.

##### Extraktbaserad hepatotoxicitet
I en rapport publicerad av WHO argumenterades det för att användandet av ett organiskt extrakt var en av de ledande orsakerna till den hepatotoxiska karaktären hos kava. Detta baserades på granskningar av kliniska fall och enligt WHO en överrepresentation av leverskada associerad med organiska extrakt. I en toxikologisk granskning ifrågasatte Teschke et al. denna teori då det har förekommit fall av kavainducerad levertoxicitet där kavaprodukten var i sin vattenbaserade form. I en ytterligare artikel av Kuschta et al. kritiseras denna teori på grunderna att organiskt baserade kavaextrakt hade använts i årtionden i Europa innan det första rapporterade fallet av kavaassocierad leverskada, vilket enligt Kuschta et al. gör det osannolikt att toxiciteten orsakades av användandet av ett organiskt extrakt.

##### Glutation-teorin
Det har föreslagits att intag av kava leder till depletion av tripeptiden Glutation (GSH) som skyddar kroppen mot xenobiotika samt mot skadliga reaktiva syre-föreningar, och att detta leder till levertoxiska följdtillstånd. GSH förekommer i vattenbaserade kavaextrakt, men inte i organiska extrakt. Det har föreslagits att vid konsumtion av vattenbaserade extrakt kompenserar det supplementerade GSH:t den mängd av endogent GSH som elimineras av kavan. Vid konsumtion av det organiska extraktet kompenseras dock inte depletionen av GSH och GSH-nivåerna kan då nå en skadlig låg nivå. 
Den teoretiserade skyddande effekten av det vattenbaserade extraktet kan förklara varför organiska extrakt möjligtvis är mera skadliga för levern än vattenbaserade. Teorin motsäges dock av att GSH-nivåerna i en hälsosam människa är robusta vilket gör det osannolikt att intag av kavalaktoner skulle leda till fullständig elimination av GSH. Vid tillstånd där GSH-nivåerna är låga innan intag av kava (t. ex. vid sjukdom, undernäring, oxidativ stress m.m.) skulle dock intag av kavalaktoner, utan samtidigt intag av GSH, möjligtvis kunna leda till hepatotoxiska effekter.

##### Toxicitet från psykoinaktiva konstituenter
Det har teoretiserats att cytotoxicitet från de psykoinaktiva kavakonstituenterna Pipermethystine (PM) och Flavokavain B (FKB) är orsaken till kavas hepatotoxicitet. In vitro har båda konstituenterna visat på cytotoxicitet, in vivo-studierna har dock gett oklara resultat kring dess cytotoxiska karaktär. Teorin motsäges också av att det även vid hänsyn till den stora variationen av PM och FKB mängd är det tveksamt ifall de uppnådda plasma koncentrationerna av FKB eller PM vid mänskligt bruk av kava är tillräckligt höga för att orsaka leverskada.

##### Toxicitet från "Two day"-kultivaren Palisi
Det har föreslagits att introduktion av nya potentiellt toxiska kavakultivarer orsakar den observerade levertoxiciteten. För att kunna tillfredsställa den ökande efterfrågan på kava i mitten av 1990-talet började en kavasort kallad "Palisi, tillhörandes "two-day" kultivaren, att odlas på grund av dess kortare växttid, större mängd kavalaktoner, och högre mängd biomassa per växt. Eftersom den första skörden av sorten "Palisi" sammanträffade med de första fallen av levertoxicitet i Europa har hypotesen varit att "Palisi"-varianten var en toxisk variant vars konsumtion ledde till leverskada.

##### Kontamination av levertoxiska organismer
Kava kontamination av hepatotoxiska organismer har spekulerats vara involverat i kavas levertoxicitet. Hög humiditet och temperatur i områden där kava odlas, samt ogynnsamma lagringsförhållanden av kava kan möjliggöra kontamination av hepatotoxin-producerande organismer. Analyser av kava har visat på kontamination av bakterier och Aspergillus-svampar, varav de sistnämnda producerar de hepatotoxiska föreningarna afla- och ochratoxin.

##### Påverkan på cytokrom P450-enzymer
Det har teoretiserats att kavas interaktioner med CYP450-enzymer är den bakomliggande mekanismen till kavas levertoxiska effekter.  Kava har in vitro observerats inhibera flera olika CYP450-enzymer samt förändra genuttrycket för olika fas I och fas II gener. Påverkan av enzymer involverade i metabolisering kan leda till oönskade interaktioner mellan kava och andra läkemedel eller substanser. Detta påstående styrks av att åtskilliga av de rapporterade fallen av kavainducerad leverskada involverade samtidigt bruk av ytterligare substanser.

##### Variation i Cytokrom P450 2D6 genen
Kavas hepatotoxicitet skulle eventuellt kunna vara orsakat av en sensitivitet hos människor med en viss variant av den polymorfa CYP2D6 genen. Denna gen kodar för CYP2D6-proteinet, ett enzym involverat i metaboliseringen av kavalaktoner och möjligtvis involverat i metabolisering av kavaalkaloider.
CYP2D6 existerar i fyra olika fenotyper med olika effektivitet och dessutom förekommer fullständig frånvaro av CYP2D6 enzymet hos 7 % av alla kaukasier och 1% av alla polynesier. CYP2D6 polymorfi kan möjligtvis leda till en ineffektiv metabolisering av kavalaktoner och ackumulation av toxiska nivåer av kavaalkaloider eller ett förändrat metaboliseringsmönster vilket leder till bildning av toxiska metaboliter. I två fall av kavarelaterad levertoxicitet hade patienterna en frånvaro av CYP2D6 enzymet.
Teorin har mötts av kritik på grund av påståendet att minst 7 % av alla kaukasier är sårbara för bruk av kava, men samtidigt finns det bara ett begränsat antal fall av rapporterad kavarelaterad leverskada. Om variationer i CYP2D6-genen orsakar sensitivitet för kava, borde fallen vara utbredda över hela den kaukasiska befolkningen, vilket motsäges av att de rapporterade leverskadorna från kavabruk i stort sett uteslutande härrör från Tyskland och Schweiz.

#### Teorier för kava-dermopati
Flera olika hypoteser har diskuterats för att förklara hur kava orsakar kavadermopati, den mest framstående teorin baseras på likheten mellan kavadermopati och sjukdomen lamellar iktyos typ 3(IL3). Det sistnämnda sjukdomstillståndet involverar en genetiskt mutation för enzymet CYP4F22 vilket leder till att enzymet blir dysfunktionellt. CYP4F22 är involverat i omvandlingen av arakidonsyra till olika typer av oxiderade produkter som är essentiella för hydrering av huden. Detta enzym har stora strukturella likheter med enzymerna CYP4A11 och CYP2C9 som inhiberas av kavapyroner. Teorin menar att kava vid höga doser reversibelt inhiberar CYP4F22 vilket leder till symptom liknande de vid IL3. Andra teorier har föreslagit att kavadermopati orsakas av niacinbrist, aktivering av mastceller eller av en immunrespons medierad av kavametaboliter.